# Phillip von Senftleben
Phillip von Senftleben (* 1970) ist Flirtcoach, Bestsellerautor und Dozent für Verhandlungsrhetorik.

## Leben
Senftleben studierte Jura in Hannover und Berlin.
Er war bislang auf den Radioprogrammen Radio Primavera, 104.6 RTL, Radio Schleswig-Holstein (R.SH), Radio NRW, Radio FFH, Hitradio Antenne 1, Radio Energy München/Nürnberg/Stuttgart/Hamburg, Antenne MV, Radio SAW, RPR Eins, RTL Radio, Hitradio RTL Sachsen, Radio Hamburg, Radio Köln, Donau 3 FM, Radio Rur, baden.fm, Radio Alpenwelle sowie Hitradio Namibia, gesendet aus Windhuk, zu hören. In der Radioserie Der Flirter ruft er Frauen auf der Arbeitsstelle an und verführt sie während der Telefonate dazu, ihm ihre private Telefonnummer zu geben. Mittlerweile existieren über 800 aufgezeichnete Telefonate.
Er war in Fernsehsendungen wie zum Beispiel NDR-Talkshow (NDR), Frühstücksfernsehen (Sat.1), Der große Sommerflirt (MDR), Wunderwelt Wissen (Pro7), Blitz (Sat.1), Explosiv (RTL), Punkt12 (RTL), Frank Elstner – Menschen der Woche und Kölner Treff (WDR) zu sehen, ebenso hatte er einen Auftritt bei der Sendung TV total.
Er hielt Gastvorlesungen an verschiedenen Universitäten in Deutschland unter anderem am Hasso-Plattner-Institut in Potsdam. Ebenso trat er als Keynote-Speaker in Erscheinung.

## Bücher
- Das Geheimnis des perfekten Flirts, Rowohlt Verlag, 2008, ISBN 978-3-49-962397-4
- Die Flirterin – Die besten Tipps für SIE, Rowohlt Verlag, 2009, ISBN 978-3-49-962519-0
- Der Flirter – Die besten Tipps für IHN, Rowohlt Verlag, 2009, ISBN 978-3-49-962420-9
- Als Hörbuch: Erfolgreich flirten mit der Phillip von Senftleben Methode, Augenscheinverlag, 2011, ISBN 978-3-93-994153-8